# Charles Nagy

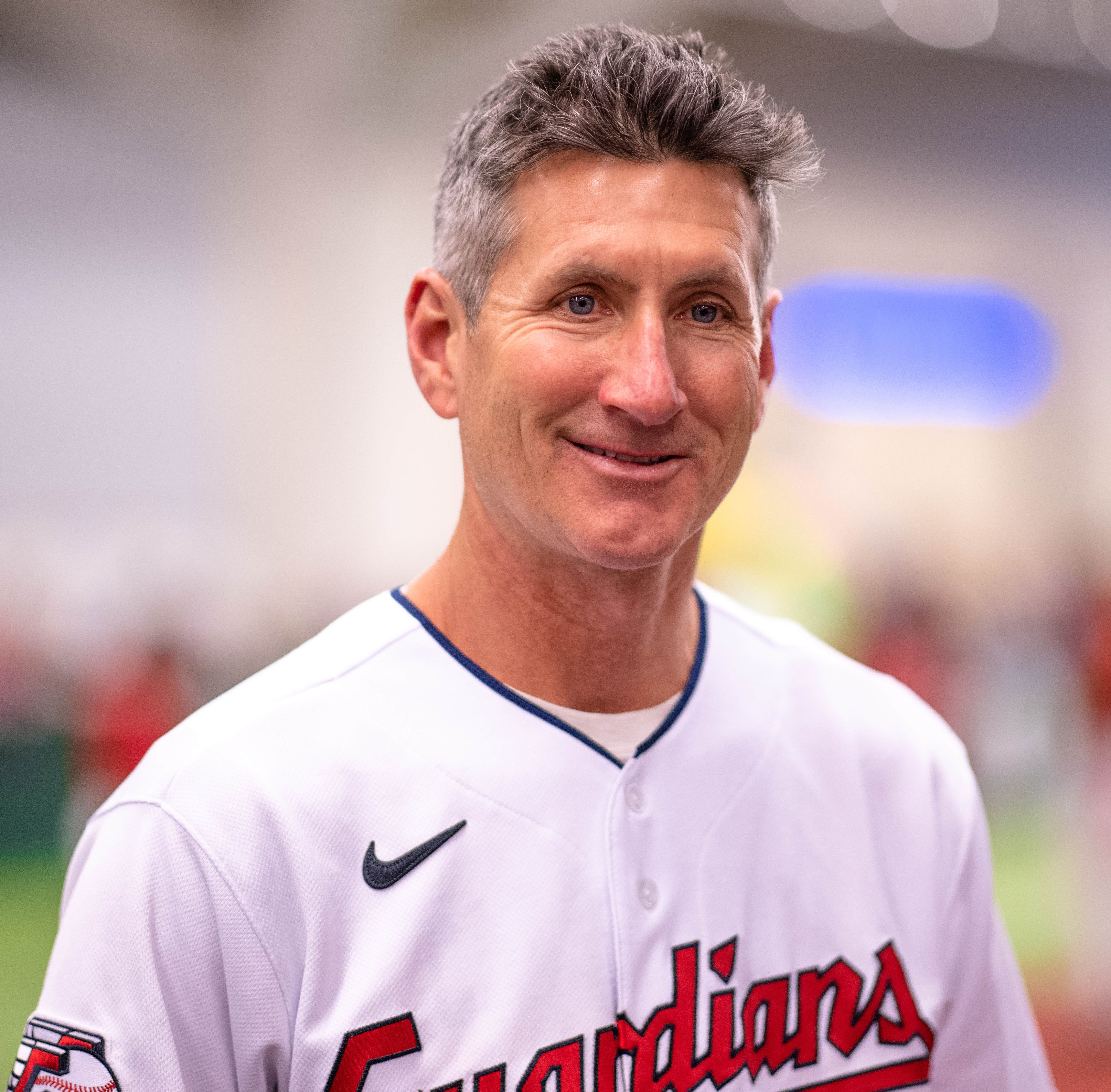
Charles Nagy (2023).

Charles Harrison Nagy (nacido el 5 de mayo de 1967) es un ex lanzador derecho estadounidense de las Grandes Ligas de Béisbol que jugó durante 14 temporadas en las ligas mayores de 1990 a 2003. Jugó para los Indios de Cleveland y los Padres de San Diego. Se desempeñó como entrenador de lanzadores de los Diamondbacks de Arizona de 2011 a 2013 y de los Angelinos de Los Ángeles de 2016 a 2018.

## Primeros años y carrera amateur
Nagy nació el 5 de mayo de 1967 en Bridgeport, Connecticut. Es de ascendencia húngara. Nagy asistió a la escuela secundaria Roger Ludlowe en Fairfield, Connecticut, donde protagonizó el béisbol y el fútbol.
Nagy asistió a la Universidad de Connecticut. Jugando para los Huskies, ocupó el segundo y octavo puesto de todos los tiempos en ponches en una sola temporada (113, 81) y el quinto en su carrera (194). Sus marcas en una sola temporada para los Huskies (al entrar en la temporada 2011) incluyen empatado en el tercer lugar en juegos completos (8), empatado en el sexto lugar en salvamentos (4) y 17° en entradas lanzadas (86,1). Fue el primer jugador de los Huskies seleccionado en la primera ronda y el primero en ser nombrado Lanzador del Año de BIG EAST, que ganó dos veces (para las temporadas de 1987 y 1988).
En 1987, jugó béisbol universitario de verano con los Harwich Mariners de la Liga de Béisbol de Cape Cod y fue el Jugador Más Valioso de los playoffs del equipo campeón de la liga de Harwich.
Nagy fue miembro del equipo de béisbol de EE. UU. que compitió en los Juegos Olímpicos de Verano de 1988 en Seúl, Corea del Sur, como deporte de demostración. Nagy hizo 19 apariciones para el equipo de EE. UU., con marca de 3-1 con efectividad de 1.05 y seis salvamentos líderes del equipo. Apareció en dos juegos de los Juegos Olímpicos, lanzando 2.0 entradas y logrando un salvamento. El equipo de EE. UU. derrotó al campeón defensor Japón para ganar el torneo y ganar medallas de oro individuales; sin embargo, dado que el béisbol era un deporte de demostración, las medallas no contaron en el total de medallas de las respectivas naciones.

## Carrera profesional
Nagy fue elegido en la primera ronda como la selección número 17 por los Indios de Cleveland durante el draft amateur de las Grandes Ligas de 1988. Fue seleccionado como selección de compensación de los Gigantes de San Francisco por el fichaje de Brett Butler. Nagy fue el segundo de tres selecciones de primera ronda seleccionadas por los Indios, intercalado entre el SS Mark Lewis y el lanzador Jeff Mutis. Siendo un lanzador universitario exitoso, Nagy se saltó varios niveles y fue asignado a los Indios Kinston, la filial "High A" de Cleveland en la Liga de Carolina. Logró un récord de 8-4 y un promedio de rendimiento limpio (ERA) de 1.51 con 99 ponches en 95.1 entradas en 13 aperturas. Rápidamente fue ascendido a Canton-Akron Indians, la filial Doble-A en la Liga del Este. Nagy terminó con récord de 4-5 y efectividad de 3.35 en 15 aperturas. Después de la temporada, Baseball America lo calificó como el prospecto número 27.
Nagy regresó a los llamados "pequeños indios" para el inicio de la temporada de 1990, donde tuvo marca de 13-8 con efectividad de 2.52 en 23 aperturas. Pronto fue llamado a Cleveland, haciendo su debut en las Grandes Ligas el 29 de junio de 1990, una derrota por 7-2 ante los Angelinos de California. Terminaría con récord de 2-4 y efectividad de 5.91 en 9 aperturas. En 1991, terminó 10-15 con efectividad de 4.13 y empató en el octavo lugar en el Premio al Novato del Año de la Liga Americana en 1991. El 8 de agosto de 1992, lanzó un juego completo de un hit contra los Orioles de Baltimore, permitiendo sólo un sencillo en la séptima entrada y permitiendo dos bases por bolas.
1992 fue posiblemente el mejor año de Nagy estadísticamente, ya que terminó la temporada con una impresionante efectividad de 2.96 y 252 entradas lanzadas, la mayor cantidad de su carrera. Tuvo diez partidos completos. Su récord de victorias y derrotas fue de 17-10, incluidas tres blanqueadas.
En el Juego de Estrellas de 1992, Nagy bateó en la octava entrada porque no quedaban jugadores de posición para batear como emergente. Nagy conectó un sencillo dentro del cuadro ante Doug Jones mientras usaba un casco de bateo de los Texas Rangers. Anotó con un sencillo de Travis Fryman. Nagy fue el lanzador número 19 en conseguir un hit en el Juego de Estrellas y es el único lanzador en registrar un hit en el Juego de Estrellas en la era del bateador designado.
El 15 de mayo de 1993, Nagy abandonó un juego contra los Cerveceros de Milwaukee con una lesión en el hombro después de lanzarle a sólo dos bateadores. Tenía un miserable 2-6 en ese momento y se sometió a una cirugía por un desgarro del labrum el 29 de junio, lo que lo cerró para la temporada de 1993. Se recuperó en 1994 con un respetable récord de 10-8 con efectividad de 3.45 durante la temporada acortada por la huelga.
Durante la temporada de 1995, Nagy lideró al personal con marca de 16-6 y efectividad de 4.55, cuando los Indios regresaron a la Serie Mundial por primera vez desde 1954. Lanzó bien en las series de campeonato de división y liga, permitiendo dos carreras limpias en 15 entradas, pero permitió cinco carreras limpias en siete entradas en el Juego 3 de la Serie Mundial de 1995. El año siguiente, 1996, estuvo entre los mejores; registró un récord de 17-5 y una efectividad de 3.41, y terminó cuarto en la votación del premio Cy Young de la Liga Americana.
En la Serie Mundial de 1997, Nagy fue el abridor del Juego 3. Permitió 5 carreras limpias en seis entradas. En el Juego 7, después de un salvamento desperdiciado por el cerrador José Mesa, Nagy entró en la décima entrada. En la parte baja de la undécima entrada, Nagy permitió un sencillo con las bases llenas a Édgar Rentería que pareció rozar su guante extendido para terminar el juego y la serie, inmovilizando a Nagy con la derrota.
En 1999, Nagy bateó dos veces en un juego contra Toronto, luego de que un error con la tarjeta de alineación inicial le costó a los Indios su bateador designado. A partir de 2021, es uno de los ocho lanzadores diferentes que ha bateado más de una vez en un juego de nueve entradas que utilizó la regla del bateador designado.
Durante este período de 1995 a 1999, Nagy fue el caballo de batalla del cuerpo de lanzadores de la Tribu, acumulando 15 o más victorias cada temporada, una hazaña sólo igualada por Greg Maddux. Sin embargo, Nagy fue colocado en la lista de lesionados (DL) el 16 de mayo de 2000, rompiendo una racha de 192 aperturas consecutivas que se remontaba al 3 de octubre de 1993. El 19 de mayo de 2000, se sometió a una cirugía artroscópica para extraer astillas de hueso del codo. Regresó para hacer tres aperturas en septiembre, pero fue cerrado después de tres derrotas y un dolor persistente. Obtendría sólo seis victorias más entre 2001 y 2003.
A pesar de un sólido entrenamiento de primavera y de no perderse ningún turno en la rotación de primavera, Nagy comenzó la temporada 2001 en la lista de lesionados, ya que los Indios sintieron que necesitaba fortalecer su codo reparado quirúrgicamente. No salió de la lista de lesionados el 1 de junio
La última temporada de Nagy, 2003, fue con los Padres de San Diego. Terminó sexto en la lista de líderes de ponches de todos los tiempos de la Tribu (1235), décimo en victorias (129) y 11º en entradas lanzadas (1942,1).

## Carrera posterior al juego

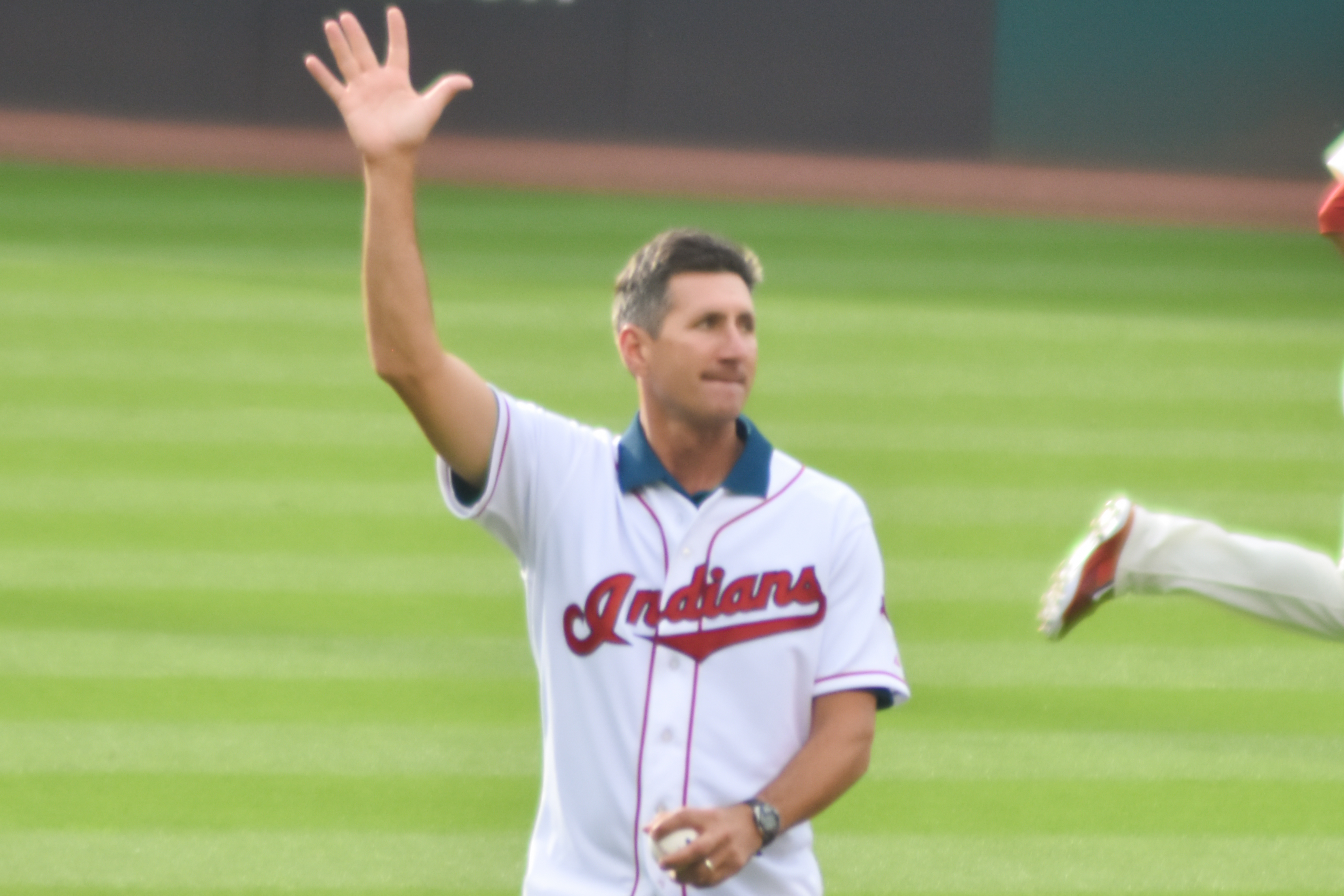
Nagy en 2015

Fue incluido en el Salón de la Fama del Béisbol Profesional de Kinston en 2004 y en el Salón de la Fama del Equipo de los Indios de Cleveland el 11 de agosto de 2007.
En 2009, Nagy fue nombrado entrenador de lanzadores del equipo AAA de los Indios de Cleveland, los Columbus Clippers.
El 26 de octubre de 2010, Nagy fue nombrado entrenador de lanzadores de los Diamondbacks de Arizona. Fue despedido por el gerente general Kevin Towers el 7 de octubre de 2013, en parte por negarse a ordenar a los lanzadores que golpearan a los jugadores de los equipos contrarios. Los periodistas notaron debidamente que los lanzadores de los Diamondbacks en realidad golpearon a 60 bateadores la temporada pasada, mientras que sus bateadores solo fueron golpeados 43 veces.
En febrero de 2015, Nagy fue contratado nuevamente por los Indios de Cleveland como asistente especial de desarrollo de jugadores junto con Travis Hafner y John McDonald.
El 2 de noviembre de 2015, Nagy fue nombrado entrenador de lanzadores de los Angelinos de Los Ángeles.
Se retiró del entrenamiento en 2018.

## Vida personal
Nagy y su esposa, Jacquelyn "Jackie", tienen dos hijas, Makaela y Lily. Viven en las afueras de San Diego en Rancho Santa Fe, California.
Nagy estableció una beca de béisbol en UConn con una donación de 100.000 dólares.